# Kị sĩ đồng
Kị sĩ đồng (tiếng Nga: Медный всадник) là một truyện thơ do A.S.Pushkin sáng tác vào năm 1833.
Tác phẩm ra đời vào mùa thu năm 1833, khi A.S.Pushkin lưu lại ở làng Boldino. Tuy nhiên, do sự kiểm duyệt ngặt nghèo của Sa hoàng Nikolai I mà bài thơ này chỉ xuất hiện trên tạp chí với tình trạng không đầy đủ.

## Nội dung
В поэме рассказывается о бедном, ничтожном петербургском жителе, неумном, неоригинальном, ничем не отличающемся от своих собратий, который был влюблен в Парашu, дочь вдовы, живущей у взморья. Наводнение 1824 года снесло их дом; вдова и Параша погибли. Евгений не перенес этого несчастия и сошел с ума. Однажды ночью, проходя мимо памятника Петру I, Евгений, в своем безумии, прошептал ему несколько злобных слов, видя в нем виновника своих бедствий. Расстроенному воображению Евгения представилось, что медный всадник разгневался на него за это и погнался за ним на своем бронзовом коне. Через несколько месяцев после того безумец умер.

## Chuyển thể
Dựa trên truyện thơ của A.S.Pushkin, nhà soạn nhạc nổi tiếng Liên Xô Reinhold Glière đã dàn dựng vở ballet cùng tên, trong đó, bản nhạc "Bài ca của Thành phố Lớn" (Гимн Великому городу) đã trở thành bài ca chính thức của thành phố Sankt-Peterburg.